# التاريخ البحري لأوروبا

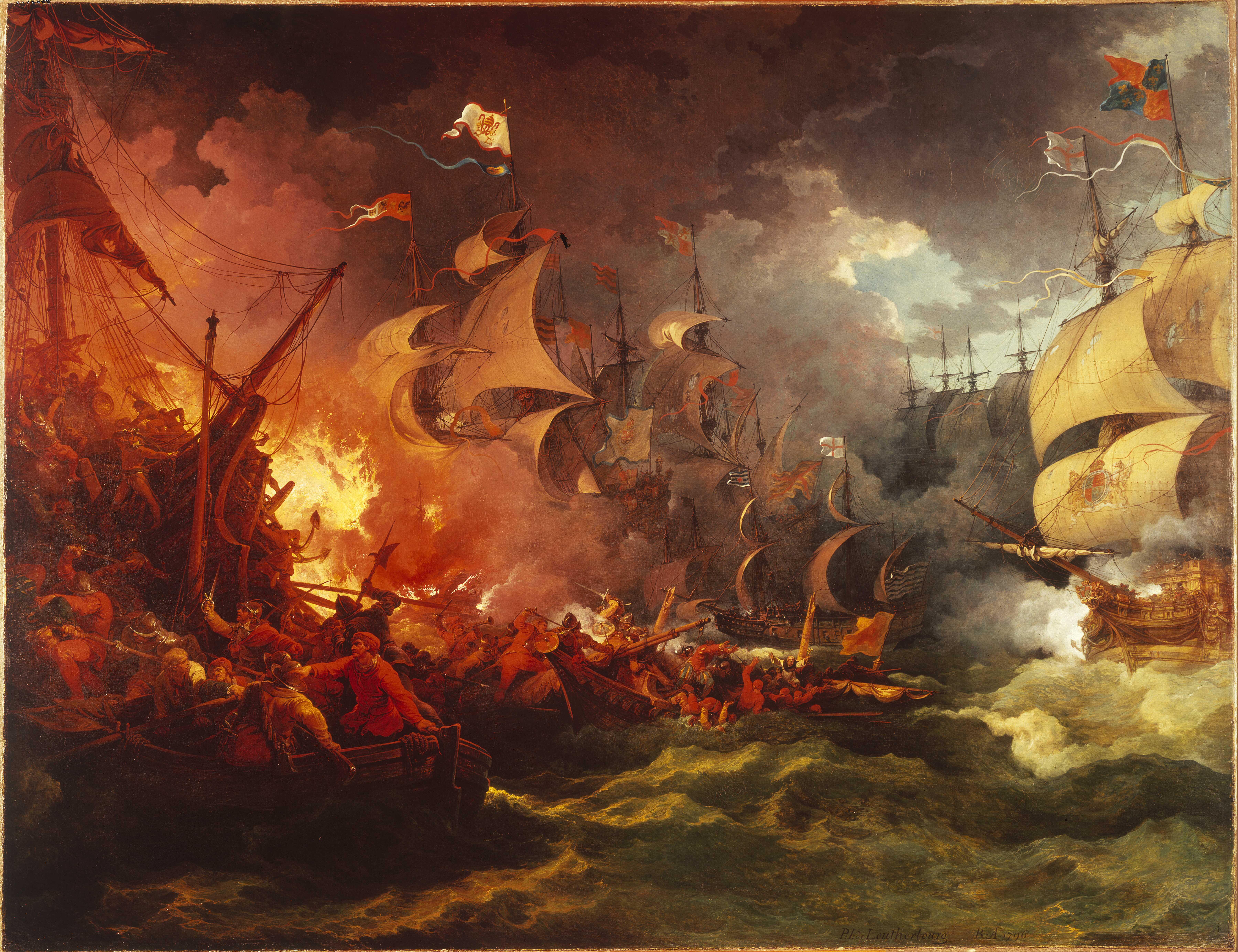
لوحة هزيمة الأرمادا الإسبانية

يشمل التاريخ البحري لأوروبا الأحداث الماضية المتعلقة بالمنطقة الشمالية الغربية من أوراسيا في مناطق الشحن، وبناء السفن، وحطام السفن، والمعارك البحرية، والمُنشآت العسكرية، والمنارات التي شُيّدت للحماية أو المساعدة على الإبحار، وتطوّر أوروبا. تقع أوروبا بين العديد من البحار الصالحة للملاحة، وتتقاطع مع العديد من الأنهار الصالحة للملاحة التي تجري فيها، بطريقة سهّلت إلى حد كبير من حركة الملاحة البحرية والتجارة. وحدثت الكثير من المعارك الكبيرة التي غيّرت مجرى التاريخ إلى الأبد في بحار أوروبا، بما في ذلك معركة سالاميس في البحر الأبيض المتوسط، ومعركة غرافيلاين في النهاية الشرقية للقناة الإنجليزية في صيف 1588 حيث هُزم أرمادا الإسباني «الذي لا يُقهر»، ومعركة يوتلاند في الحرب العالمية الأولى، وحرب يو بوت في الحرب العالمية الثانية.

## الأزمنة القديمة
على الرغم من أن المصريين هم الذين بنوا أولى السفن البحرية، لكن المينويين في جزيرة كريت كانوا أول البحّارة الكبار في البحر الأبيض المتوسط. لا يُوجد الكثير من المعلومات عن سفنهم، لكن يُقال إنهم تاجروا بالفخار باتجاه الغرب حتى وصلوا إلى غرب صقلية، واحتل ملكهم مينوس جزر بحر إيجه (وفقًا لتوسيديديس).
حدثت معركة سلاميس في سبتمبر 480 قبل الميلاد، عندما هزم الإغريقُ، الذين امتلكوا وقتها 371 ثلاثية مجاديف وبينتيكوتر (نوع من السفن) قوةً فارسية تضم أكثر من 1200 سفينة بقيادة الملك زيركسيس. بلغت الخسائر الفارسية نحو 200 سفينة، و 20 ألف رجل. وقعت المعركة بالقرب من أثينا، اليونان، في المضائق بين بيرايوس وسلاميس.

## التاريخ البحري للإمبراطورية الرومانية
ساعدت السفن الرومانية في بناء الإمبراطورية الرومانية. ألهمهم صراع الإمبراطوريات مع قرطاج لبناء السفن البحرية القتالية (التي كانت تُسمى القادِسات) والقتال عبرها، لكن لم تملك هذه السفن مساحة شحن كبيرة، لذلك بُنيت سفن دائرية الشكل من أجل التجارة، خاصة مع مصر. كان يصل طول العديد من هذه السفن حتى 200 قدم (61 مترًا)، وكانت قادرة على حمل أكثر من ألف طن من البضائع. استخدمت هذه السفن قوة الشراع فحسب لنقل البضائع في البحر الأبيض المتوسط. كان حجم التبادلات التجارية التي حملها الأسطول التجاري الروماني أكبر من أي حجم حُمل حتى قيام الثورة الصناعية. نعرف حاليًا بعض المعلومات عن هذه السفن الدائرية؛ لأن الرومان -مثلما كان يفعل المصريون واليونانيون- تركوا سجلّات تحمل معلومات محفورة على الحجر، وأحيانًا حتى على النواويس (التوابيت الحجرية).
وُجد الكثير من حطام السفن الرومانية، التي يمكن تفسيرها بعدد السفن التجارية الكبير جدًا خلال العصر الروماني، والذي لم يصل له مثيل كتجارة بحرية في البحر الأبيض المتوسط حتى القرن التاسع عشر.
أصبحت منطقة غرب البحر الأبيض المتوسط تحت سيطرة البرابرة، بعد أن قسّم غزوهم الإمبراطورية إلى قسمين، إذ سيطر البيزنطيون على النصف الشرقي من البحر. استمرت الإمبراطورية الشرقية حتى عام 1453، وكذلك استمرت الكفاءة البحرية البيزنطية مع أساطيلها المسلحة بالنيران البيزنطية (أو النار اليونانية)، وهي مزيج من زيت النافتا والملح، كانت تُطلَق عبر أنابيب في مقدّمة السفينة، وغالبًا ما كانت سفن العدو تخشى من الاقتراب من الأسطول البيزنطي؛ بسبب خوفهم من النيران السائلة التي تميّزوا بإطلاقها.

## عصر الفايكينج
يُطلق عليها أيضًا اسم الفايكنج، كان النورمانديون يُغيرون على البلدات والقرى الواقعة على طول سواحل الجزر البريطانية، والدول الاسكندنافية، وإلى الجنوب حتى قادس، في إسبانيا، وهاجموا بيزا، في إيطاليا في عام 860، وأبحروا في نهر السين في فرنسا، واستقروا في نورماندي (التي تستمد اسمها من نورسمان)، واستقروا في دبلن بعد غزو أيرلندا. كان الفارانجيون أكثر اهتمامًا بالتجارة من الغزو، وأبحروا على طول الأنهار الروسية، وفتحوا طرقًا تجارية إلى بحر قزوين، والبحر الأسود.
كان الفايكنج أفضل المهندسين البحريين في ذلك الوقت، واتصفت سفينة الفايكينج بالطول، وتعدّد الاستخدامات. بلغ طول السفينة الطويلة الموجودة في أوسبيرج في النرويج 76 قدمًا و 6 بوصات (23.32 مترًا)، وعرضها أكثر من 17 قدمًا (5.18 مترًا) ، ولم يكن غاطسها (المسافة الرأسية بين سطح الماء والجزء السفلي من جسم السفينة) سوى 3 أقدام (0.91 مترًا). مكنهم عمق سفنهم الصغير من التنقل في المناطق الداخلية للأنهار الضحلة. في وقت لاحق خلال فترة الفايكنج، كان يزيد طول بعض السفن عن 100 قدم (30 متر).

ثمة معلومات مشكوك بصحّتها بدخول صلوات مثل: «خلّصنا من غضب النورسمان، يا ربّ الخير» بالصلاة المشتركة بين شعوب أوروبا الغربية خلال فترة غزو الإسكندنافيين من أواخر القرن الثامن حتى القرن الحادي عشر، وذلك وفقًا لموقع فايكينج أنسر ليدي، الذي بدوره يستشهد بفايكنج ماجنوس ماجنوسون مرجعًا له.
لم يُكتَشَف أي نص من القرن التاسع يحتوي على هذه الكلمات، على الرغم من أن العديد من الابتهالات والصلوات في العصور الوسطى كانت تحتوي على صيغ عامة تدعو للخلاص من أعداء لم تُذكر أسماؤهم. أقرب عبارة يمكن توثيقها هي جملة واحدة مأخوذة من أنتيفونة (لازمة مزمورية) مخصّصة لسانت فاست أو سانت ميدارد: «أيها العالي، يا من تُنزل علينا نعمك التقية، حرّرنا، يا الله، من خلال الحفاظ على أجسادنا وأولئك الذين يحفظوننا من الإسكندفانيين القاسيين الذين يخربون ممالكنا». 

## الرابطة الهانزية
كانت الرابطة الهانزية تحالفًا بين المدن التجارية التي أنشأت وحافظت على احتكار تجاري لبحر البلطيق ومعظم شمال أوروبا لمدة معينة في أواخر العصور الوسطى، وبدايات الفترة الحديثة بين القرنين الثالث عشر والسابع عشر. على الرغم من أن التحالفات التجارية في المنطقة كانت تتشكل منذ عام 1157، لكن لم تشكل مدينة لوبيك تحالفًا مع هامبورغ (التي تسيطر على الوصول إلى طرق الملح من لونبورغ) حتى عام 1241.
كانت تتم الحركة التجارية بشكل رئيس عن طريق البحر هربًا من الرسوم والحواجز السياسية، وفي نهاية القرن الخامس عشر سيطرت الرابطة الهانزية على نحو 60 ألف طن من النقل البحري. على الرغم من أن البوصلات كانت تُستَخدم بشكل شائع في منطقة البحر الأبيض المتوسط خلال هذه الفترة، لكن قباطنة السفن الهانزية كانوا مترددين في تبنّي هذه التكنولوجيا الجديدة، ما عرّضهم بشكل أكبر لخطر تحطّم سفنهم. وكان عليهم أيضًا التعامل مع القراصنة.
تلاشت قوة الرابطة عندما اختفت أسراب سمك الرّنكة الضخمة في بحر البلطيق، وربما كان السبب في ذلك هو انخفاض ملوحة البحر. خلال أواخر القرن السادس عشر وأوائل القرن السابع عشر، انهارت الرابطة، لأنها لم تكن قادرة على حلّ صراعاتها الداخلية، والتعامل مع احتجاجات التجار السويديين والهولنديين والإنجليز، والتغيرات الاجتماعية والسياسية التي رافقت الإصلاح. على الرغم من القبضة المشددة للاحتكار، كان هناك تصاميم جديدة في بناء السفن بسبب حاجة الرابطة لمساحات أكبر بسبب زيادة حمولة سفنها، وشكّل ارتباطها الحر بنحو 160 بلدة وقرية تحالفًا اقتصاديًا تاريخيًا فريدًا من نوعه، وأظهر فوائد التنظيم الجيد للتجارة.